# Brooklyn Nine-Nine (7.ª temporada)
A sétima temporada do sitcom de televisão Brooklyn Nine-Nine foi ordenada em 27 de fevereiro de 2019, teve sua estreia em 6 de fevereiro de 2020, na NBC, e foi concluída em 23 de abril de 2020, contando com 13 episódios. A temporada foi produzida pela Universal Television em associação com Dr. Goor Productions, Fremulon e 3 Arts Entertainment; com Dan Goor como showrunner e produtor executivo. É a segunda temporada a ser exibida na NBC, depois que a série foi cancelada em 10 de maio de 2018 pela Fox. A temporada foi ao ar na temporada de transmissão de 2019-20, especificamente no inverno de 2020, às noites de quinta-feira às 20h30, horário do leste dos EUA.
Esta é a primeira temporada a não contar com Chelsea Peretti como Gina Linetti no elenco principal da série após sua saída no meio da temporada anterior.
A sétima temporada é estrelada por Andy Samberg como Jake Peralta, Stephanie Beatriz como Rosa Diaz, Terry Crews como Terry Jeffords, Melissa Fumero como Amy Santiago, Joe Lo Truglio como Charles Boyle, Dirk Blocker como Michael Hitchcock, Joel McKinnon Miller como Norm Scully e Andre Braugher como Raymond Holt.

## Enredo
Holt luta por ter sido rebaixado para um oficial de patrulha antes de retornar à sua posição de capitão depois que sua rival, Madeline Wuntch, morre. Jake e Amy decidem começar a tentar ter um bebê e finalmente engravidam após seis meses de luta. Charles é aceito em uma das novas forças-tarefa de Holt. Pela primeira vez na história da delegacia, o Assalto de Halloween produz um vencedor três vezes.
O Brooklyn passa por um apagão na noite em que a bolsa de Amy estourou. Amy consegue liderar protocolos de blecaute enquanto Jake e Charles param um grupo de ladrões de banco que causou o caos em toda a cidade. Com a ajuda de seus colegas, Jake consegue chegar até Amy assim que ela dá à luz seu filho, McClane "Mac".

## Elenco e personagens

### Principal
- Andy Samberg como Jake Peralta
- Stephanie Beatriz como Rosa Diaz
- Terry Crews como Terry Jeffords
- Melissa Fumero como Amy Santiago
- Joe Lo Truglio como Charles Boyle
- Dirk Blocker como Michael Hitchcock
- Joel McKinnon Miller como Norm Scully
- Andre Braugher como Raymond Holt

### Recorrente
- Vanessa Bayer como Debbie Fogle

### Participação
- Nicole Bilderback como Julie Kim
- Jason Mantzoukas como Adrian Pimento
- Jim Rash como Doutor Jones
- Paul Welsh como Brad Portenburg
- Christine Estabrook como Margaret Fogle
- Neil Campbell como Larry Britches
- Anna Bogomazova como Anna Rubov
- Kyra Sedgwick como Madeline Wuntch
- Antonio Raul Corbo como Nikolaj Boyle
- Michael McDonald como Adam Jarver
- Craig Robinson como Doug Judy
- Nicole Byer como Trudy Judy
- Mark Cuban como ele mesmo
- J. K. Simmons como Frank Dillman
- Bradley Whitford como Roger Peralta
- Martin Mull como Walter Peralta
- Will Hines como Carl Kurm
- Winston Story como Bill Hummertrout
- Kyle Bornheimer como Teddy Ramos
- Marc Evan Jackson como Kevin Cozner
- Matthew Bellows como Frank Kingston
- Jon Gabrus como Curt
- Ellie Reed como Kayla

## Episódios
| N.º na série | N.º na temp. | Título                   | Dirigido por     | Escrito por                      | Exibição original       | Cód. de produção | Audiência (milhões) |
| --- | ------------ | ------------------------ | ---------------- | -------------------------------- | ----------------------- | ---------------- | ------------------- |
| 131 | 1            | "Manhunter"              | Cortney Carrillo | David Phillips                   | 6 de fevereiro de 2020  | 701              | 2.66                |
| Após uma tentativa de assassinato ao vereador da cidade, Jake lidera uma caçada ao suspeito. Ele decide deixar Holt entrar no caso por pena de seu ex-capitão ser rebaixado a oficial de patrulha, mas rapidamente fica frustrado quando Holt tenta roubar o caso. Amy busca a ajuda de Rosa quando ela acredita que pode estar grávida. |              |                          |                  |                                  |                         |                  |                     |
| 132 | 2            | "Captain Kim"            | Luke Del Tredici | Carol Kolb                       | 6 de fevereiro de 2020  | 702              | 1.99                |
| A capitã Julie Kim chega como a nova capitã da delegacia e convida os detetives para um jantar em sua casa. Embora ela pareça gentil e altruísta, Jake e Holt não confiam nela com base em sua história anterior com substituições de capitão e tentam descobrir se ela está conectada com Wuntch. Charles usa a jaqueta de Rosa para se reinventar como um rebelde. Terry fica inquieto quando descobre que um dos fornecedores da festa é um ex-presidiário que ele prendeu. |              |                          |                  |                                  |                         |                  |                     |
| 133 | 3            | "Pimemento"              | Michael McDonald | Justin Noble                     | 13 de fevereiro de 2020 | 703              | 1.79                |
| Adrian Pimento faz com que Jake e Charles ajudem a descobrir quem está tentando matá-lo enquanto ele sofre de perda de memória de curto prazo. Durante a investigação, Jake se esforça para manter um segredo sobre ele e Amy de Charles. Enquanto isso, o resto da equipe tenta encontrar uma maneira fácil de sair de um seminário sobre conflito no local de trabalho, apenas para descobrir seus próprios conflitos pessoais entre si. |              |                          |                  |                                  |                         |                  |                     |
| 134 | 4            | "The Jimmy Jab Games II" | Neil Campbell    | Vanessa Ramos                    | 20 de fevereiro de 2020 | 704              | 1.85                |
| Para provar que ainda é divertido, Jake traz de volta os Jogos Jimmy Jab. Boyle supervisiona os procedimentos e usa sua posição para encorajar Debbie a sair de sua concha, com consequências inesperadas. Jake e Hitchcock apostam em quem vai ganhar, com o novo sedã de Jake e Amy em jogo. Holt deduz que Rosa tem uma agenda secreta para vencer e está determinado a descobrir o que é. |              |                          |                  |                                  |                         |                  |                     |
| 135 | 5            | "Debbie"                 | Claire Scanlon   | Marcy Jarreau                    | 27 de fevereiro de 2020 | 705              | 1.74                |
| Os detetives prendem Debbie depois de descobrir que ela roubou cocaína e metralhadoras da sala de evidências para dar a um famoso chefe do crime. Acreditando que Debbie está perdendo a cabeça, Jake convence Rosa a ajudá-lo a preparar uma falsa fuga para que Debbie possa levá-los até seu chefe, mas o plano rapidamente desmorona quando Debbie se torna viciada em cocaína. Amy e Holt têm uma competição de leitura dinâmica enquanto olham os antigos diários de Debbie. |              |                          |                  |                                  |                         |                  |                     |
| 136 | 6            | "Trying"                 | Kim Nguyen       | Evan Susser & Van Robichaux      | 5 de março de 2020      | 706              | 1.82                |
| Em um episódio que se passa ao longo de seis meses, Jake e Amy lutam para conceber um filho e experimentam suas vidas sexuais. Holt tenta convencer Terry a colocá-lo em um ritmo diferente. Charles e Rosa secretamente criam uma família em crescimento contínuo de porquinhos-da-índia na delegacia. Hitchcock rapidamente encontra o amor após seu último divórcio. |              |                          |                  |                                  |                         |                  |                     |
| 137 | 7            | "Ding Dong"              | Claire Scanlon   | Jess Dweck                       | 12 de março de 2020     | 707              | 2.13                |
| Depois que Madeline Wuntch morre, Holt descobre que um de seus pedidos finais era para que ele hospedasse seu memorial. Amy e Rosa tentam ajudar Holt a evitar falar negativamente sobre sua inimiga, para que ele não coloque sua carreira em risco, mas fica difícil quando descobrem que Wuntch tinha outro rival. Quando Jake conta a Charles e Terry que ele tem ingressos para a estreia de Kwazy Kupcakes: The Movie os dois últimos competem para levar seus filhos ao filme. Amy aparentemente experimenta alguns efeitos colaterais dos hormônios que seu médico lhe deu e, eventualmente, descobre que está grávida.                                                                                             |              |                          |                  |                                  |                         |                  |                     |
| 138 | 8            | "The Takeback"           | Michael McDonald | Dewayne Perkins                  | 19 de março de 2020     | 708              | 2.32                |
| Doug Judy convida Jake para sua despedida de solteiro em Miami, depois que Jake reclamou de não ter sido convidado para o casamento. No hotel, os amigos de Doug roubam $ 10.000.000 em diamantes, forçando Jake e Doug a realizar um "assalto reverso" para evitar acusações criminais graves. Durante o primeiro dia de Holt de volta como capitão, Terry entra em pânico ao saber que ele jogou fora um dos pertences mais valiosos de Holt. Amy, Charles, Hitchcock e Scully exploram suas opções para uma terceira máquina de venda automática. |              |                          |                  |                                  |                         |                  |                     |
| 139 | 9            | "Dillman"                | Kyra Sedgwick    | Paul Welsh & Madeline Walter     | 26 de março de 2020     | 709              | 2.14                |
| Uma bomba de glitter explode na mesa de Jake e destrói uma peça crucial de evidência para um caso importante. Para descobrir quem trouxe a bomba, Holt traz Frank Dillman, um dos melhores detetives que ele conhece. Jake tenta encontrar o culpado antes de Dillman na esperança de convencer Holt a colocá-lo em uma nova força-tarefa. |              |                          |                  |                                  |                         |                  |                     |
| 140 | 10           | "Admiral Peralta"        | Linda Mendoza    | Neil Campbell                    | 2 de abril de 2020      | 710              | 2.06                |
| Enquanto se prepara para a festa de revelação de sexo de seu filho, Jake tenta consertar o relacionamento de seu pai com seu avô e quebrar a "maldição pai-filho" que sua família parece ter. Amy e Rosa tentam rastrear uma testemunha em um caso importante em que Hitchock e Scully estavam trabalhando. Holt ajuda Terry a se preparar para sua audição para a banda marcial da NYPD. |              |                          |                  |                                  |                         |                  |                     |
| 141 | 11           | "Valloweaster"           | Matthew Nodella  | Luke Del Tredici & Jeff Topolski | 9 de abril de 2020      | 711              | 2.04                |
| Para o sétimo Assalto de Halloween anual, cada um dos participantes é algemado a um parceiro e tenta roubar as joias do "The Infinitude Gobbler." As três equipes consistem em Jake e Holt, Amy e Charles e Rosa e Scully. No entanto, eles são forçados a adiar o assalto para o Dia dos Namorados e depois para a Páscoa devido ao fato de Cheddar e Scully engolirem as joias durante as duas primeiras tentativas. Rosa prova quem é o melhor "Humano/Gênio" e revela que venceu nos três feriados. |              |                          |                  |                                  |                         |                  |                     |
| 142 | 12           | "Ransom"                 | Rebecca Asher    | Nick Perdue & Beau Rawlins       | 16 de abril de 2020     | 712              | 2.05                |
| Depois que Cheddar é sequestrado, Jake concorda em ajudar Holt e Kevin a resgatar seu cachorro. Quando o sequestrador pede que Kevin venha pessoalmente, Jake se disfarça de Kevin para evitar colocar o marido de Holt em perigo. Rosa compete com Teddy para ganhar um carrinho que Amy está de olho. Charles e Terry tentam iniciar um negócio paralelo com o "caldo de ossos" de Charles. |              |                          |                  |                                  |                         |                  |                     |
| 143 | 13           | "Lights Out"             | Dan Goor         | Dan Goor & Luke Del Tredici      | 23 de abril de 2020     | 713              | 2.24                |
| O Brooklyn é atingido por um blecaute em todo o distrito. Com Terry e Holt presos no elevador da delegacia, Amy se encarrega dos protocolos de emergência de blecaute assim que sua bolsa rompe. Depois de receber a notícia de Rosa, Jake e Charles tentam chegar ao hospital enquanto minimizam o caos nas ruas. Terry tenta aliviar o medo de Holt de elevadores ensinando-lhe alguns passos de dança hip-hop. Amy é forçada a dar à luz na delegacia com a ajuda de Rosa, Hitchcock e Scully. Jake consegue chegar a tempo graças a Charles, relutantemente recebendo ajuda do Tenente Manteiga de Amendoim. Depois de serem transferidos para um hospital, Jake e Amy apresentam seus colegas ao filho, McClane "Mac". |              |                          |                  |                                  |                         |                  |                     |

## Produção
Em 27 de fevereiro de 2019, a NBC renovou a série para a sétima temporada. A temporada para consistiu em 13 episódios. A temporada estreou no meio da temporada de televisão 2019-2020 em 6 de fevereiro de 2020.

## Recepção

### Resposta da crítica
O site agregador de críticas Rotten Tomatoes registra uma classificação de aprovação de 89%, com uma pontuação média de 8.5/10, com base em 9 avaliações.
A estreia recebeu comentários positivos dos críticos. Nick Harley do Den of Geek deu ao episódio uma avaliação de 4 estrelas de 5 e escreveu: "A 7ª temporada de Brooklyn Nine-Nine começa forte, utilizando muitos dos pontos fortes do programa enquanto subverte algumas expectativas e aproveita a transferência de Holt (por enquanto)." LaToya Ferguson do The A.V. Club deu ao episódio uma classificação "A-", escrevendo: "Felizmente, o episódio é realmente forte o suficiente nas frentes de comédia e personagem para fazer a falta de investimento no caso valer a pena. A possível gravidez de Amy é mais interessante do que a caça ao homem, assim como a nova dinâmica em jogo com Jake e Holt nesta temporada."
O episódio tradicional do assalto de Halloween dessa temporada, "Valloweaster" foi aclamado pela crítica. LaToya Ferguson, do The A.V. Club, deu ao episódio um "A", escrevendo, "O sétimo Assalto de Halloween da série, 'Valloweaster' funciona porque o roteiro e os personagens reconhecem o quanto esses assaltos chegaram a um ponto em que todos podem prever os movimentos de todos os outros. Isso torna difícil quebrar uma história para descobrir como qual personagem pode ser mais esperto que o resto do time, mas também cria alguma variedade em um truque que pode facilmente ficar obsoleto." Alan Sepinwall, da Rolling Stone, escreveu: "A vitória assistida por Rosa é tão avassaladora que pode inspirar os detetives ou a equipe de escritores a dar um tempo nos assaltos. E agora que todos do elenco principal, exceto Boyle, ganharam, pode parecer muito previsível se ele finalmente levar para casa o 'Infinitude Gobbler' no próximo ano. Mas eu não colocaria isso além dos escritores para inventar uma desculpa para Hitchcock e/ou Scully vencer, ou talvez um personagem recorrente como Kevin ou Pimento se precipitando para pegá-lo. Por mais difícil que seja juntar esses episódios, a recompensa quase sempre valeu a pena, e 'Valloweaster' está entre os melhores assaltos que o show já fez."
O final de temporada, "Lights Out", recebeu críticas geralmente positivas. LaToya Ferguson deu ao episódio uma classificação "B", escrevendo, "'Lights Out' não foi o melhor episódio desta temporada, mas foi capaz de pegar seus previsíveis enredos de sitcom e provar que eles ainda podem funcionar em um contexto contemporâneo [...] O maior crédito vai para o elenco pela entrega deste material, mas também vai para Goor e Del Tredici por entenderem o que faz esses enredos funcionarem e as batidas necessárias para dar a eles um pouco de vida energética. E apesar da simplicidade dos próprios enredos, este não deve ter sido um episódio fácil de filmar por causa do blecaute e dos componentes noturnos de tudo isso." Alan Sepinwall disse que "Talvez o melhor de tudo, sob essas circunstâncias estranhas em que o episódio vai ao ar, não há nenhum tipo de suspense, nem mesmo um relativamente baixo, como o rebaixamento de Holt. Com o mundo ainda quase congelado [por conta da pandemia de COVID 19], não está claro quando os programas de TV terão permissão para retomar a produção, muito menos quando a rede de transmissão tradicional 'midseason' começará. Portanto, pode demorar um pouco antes de voltarmos ao Nine-Nine. Com a série novamente encontrando uma maneira de envelhecer tão graciosamente, essa espera pode parecer muito longa. Mas 'Lights Out' ofereceu o tipo de calor e tolice que parece certo parar, até que a série, e a vida, possam retornar a algo semelhante à normalidade. Nick Harley, do Den of Geek, deu uma avaliação de 4.5 estrelas de 5 e escreveu: "Brooklyn Nine-Nine nem sempre foi perfeito este ano, mas acertou em cheio na maioria das vezes. 'Lights Out' aproveitou ao máximo seu elenco de apoio, enquanto contava com as ligações para vender as batidas emocionais. Também apresentou Holt dançando 'Push It' e, honestamente, o que é melhor do que isso?"

### Audiência
| №  | Título                   | Exibição original       | Rating/share (18–49) | Audiência (em milhões) | DVR (18–49) | Audiência em DVR (milhões) | Total (18–49) | Audiência total (em milhões) |
| -- | ------------------------ | ----------------------- | -------------------- | ---------------------- | ----------- | -------------------------- | ------------- | ---------------------------- |
| 1  | "Manhunter"              | 6 de fevereiro de 2020  | 0.7                  | 2.66                   | 0.3         | 0.72                       | 1.1           | 3.39                         |
| 2  | "Captain Kim"            | 6 de fevereiro de 2020  | 0.5                  | 1.99                   | 0.3         | 0.73                       | 0.9           | 2.73                         |
| 3  | "Pimento"                | 13 de fevereiro de 2020 | 0.5                  | 1.79                   | 0.4         | 0.82                       | 0.9           | 2.62                         |
| 4  | "The Jimmy Jab Games II" | 20 de fevereiro de 2020 | 0.6                  | 1.85                   | 0.3         | 0.78                       | 0.9           | 2.64                         |
| 5  | "Debbie"                 | 27 de fevereiro de 2020 | 0.5                  | 1.74                   | 0.3         | 0.80                       | 0.8           | 2.55                         |
| 6  | "Trying"                 | 5 de março de 2020      | 0.6                  | 1.82                   | 0.4         | 0.75                       | 0.9           | 2.57                         |
| 7  | "Ding Dong"              | 12 de março de 2020     | 0.6                  | 2.12                   | 0.3         | 0.72                       | 0.9           | 2.86                         |
| 8  | "The Takeback"           | 19 de março de 2020     | 0.7                  | 2.32                   | 0.4         | 0.87                       | 1.1           | 3.20                         |
| 9  | "Dillman"                | 26 de março de 2020     | 0.6                  | 2.14                   | 0.4         | 0.80                       | 1.0           | 2.95                         |
| 10 | "Admiral Peralta"        | 2 de abril de 2020      | 0.5                  | 2.06                   | 0.4         | 0.84                       | 0.9           | 2.90                         |
| 11 | "Valloweaster"           | 9 de abril de 2020      | 0.6                  | 2.04                   | 0.4         | 0.82                       | 1.0           | 2.86                         |
| 12 | "Ransom"                 | 16 de abril de 2020     | 0.6                  | 2.05                   | 0.3         | 0.80                       | 0.9           | 2.85                         |
| 13 | "Lights Out"             | 23 de abril de 2020     | 0.6                  | 2.24                   | 0.3         | 0.76                       | 0.9           | 3.00                         |